# Strzelectwo na Igrzyskach Wspólnoty Narodów 2018
Strzelectwo na Igrzyskach Wspólnoty Narodów 2018 odbyło się w dniach 8–14 kwietnia 2018 roku w Belmont Shooting Centre w Brisbane położonym w pobliżu gospodarza zawodów, Gold Coast. Trzystu sześćdziesięciu troje zawodników obojga płci rywalizowało w dziewiętnastu konkurencjach.

## Podsumowanie

### Klasyfikacja medalowa
| Klasyfikacja medalowa | Klasyfikacja medalowa | Klasyfikacja medalowa | Klasyfikacja medalowa | Klasyfikacja medalowa | Klasyfikacja medalowa |
| Miejsce               | państwo               | Złoto                 | Srebro                | Brąz                  | Razem                 |
| --------------------- | --------------------- | --------------------- | --------------------- | --------------------- | --------------------- |
| 1                     | Indie                 | 7                     | 4                     | 5                     | 16                    |
| 2                     | Australia             | 3                     | 5                     | 1                     | 9                     |
| 3                     | Anglia                | 2                     | 2                     | 4                     | 8                     |
| 4                     | Walia                 | 2                     | 2                     | 1                     | 5                     |
| 5                     | Cypr                  | 2                     | 0                     | 1                     | 3                     |
| 6                     | Singapur              | 2                     | 0                     | 0                     | 2                     |
| 7                     | Szkocja               | 1                     | 1                     | 4                     | 6                     |
| 8                     | Bangladesz            | 0                     | 2                     | 0                     | 2                     |
| 9                     | Irlandia Północna     | 0                     | 1                     | 1                     | 2                     |
| 10                    | Kanada                | 0                     | 1                     | 0                     | 1                     |
| 11                    | Wyspa Man             | 0                     | 1                     | 0                     | 1                     |
| 12                    | Malezja               | 0                     | 0                     | 1                     | 1                     |
| 13                    | Malta                 | 0                     | 0                     | 1                     | 1                     |
| Razem                 | Razem                 | 19                    | 19                    | 19                    | 57                    |

### Medaliści
| Konkurencja                  | 1. miejsce                           | 2. miejsce                           | 3. miejsce                            |           |
| Mężczyźni                    | Mężczyźni                            | Mężczyźni                            | Mężczyźni                             | Mężczyźni |
| ---------------------------- | ------------------------------------ | ------------------------------------ | ------------------------------------- | --------- |
| Pistolet pneumatyczny 10 m   | Jitu Rai                             | Kerry Bell                           | Om Prakash Mitharwal                  |           |
| Pistolet szybkostrzelny 25 m | Anish Bhanwala                       | Sergei Evglevski                     | Sam Gowin                             |           |
| Pistolet pneumatyczny 50 m   | Daniel Repacholi                     | Shakil Ahmed                         | Om Prakash Mitharwal                  |           |
| Karabin pneumatyczny 10 m    | Dane Sampson                         | Abdullah Hel Baki                    | Ravi Kumar                            |           |
| Karabin leżąc 50 m           | David Phelps                         | Neil Stirton                         | Kenny Parr                            |           |
| Karabin trzy postawy 50 m    | Sanjeev Rajput                       | Grzegorz Sych                        | Dean Bale                             |           |
| Skeet                        | Georgios Achilleos                   | Ben Llewellin                        | Gareth McAuley                        |           |
| Trap                         | Michael Wixey                        | Aaron Heading                        | Brian Galea                           |           |
| Trap podwójny                | David McMath                         | Tim Kneale                           | Ankur Mittal                          |           |
| Kobiety                      |                                      |                                      |                                       |           |
| Pistolet pneumatyczny 10 m   | Manu Bhaker                          | Heena Sidhu                          | Elena Galiabovitch                    |           |
| Pistolet sportowy 25m        | Heena Sidhu                          | Elena Galiabovitch                   | Alia Sazana Azahari                   |           |
| Karabin pneumatyczny 10 m    | Martina Veloso                       | Mehuli Ghosh                         | Apurvi Chandela                       |           |
| Karabin leżąc 50 m           | Martina Veloso                       | Tejaswini Sawant                     | Seonaid McIntosh                      |           |
| Karabin trzy postawy 50 m    | Tejaswini Sawant                     | Anjum Moudgil                        | Seonaid McIntosh                      |           |
| Skeet                        | Andri Eleftheriou                    | Amber Hill                           | Panayiota Andreou                     |           |
| Trap                         | Laetisha Scanlan                     | Kirsty Barr                          | Sarah Wixey                           |           |
| Trap podwójny                | Shreyasi Singh                       | Emma Cox                             | Linda Pearson                         |           |
| Open                         |                                      |                                      |                                       |           |
| Queen's Prize indywidualnie  | David Luckman                        | Jim Bailey                           | Parag Patel                           |           |
| Queen's Prize pary           | Anglia · Parag Patel · David Luckman | Walia · Chris Watson · Gareth Morris | Szkocja · Alexander Walker · Ian Shaw |           |